# Lista över fornlämningar i Östhammars kommun (Skäfthammar)
Lista över fornlämningar i Östhammars kommun (Skäfthammar) är en förteckning av ett urval av de fornlämningar som finns i Skäfthammar i Östhammars kommun.
| Namn                           | Lämningstyp             | Tillkomsttid | Historisk indelning  | Plats | Läge                 | ID-nr          | Bild                                      |
| ------------------------------ | ----------------------- | ------------ | -------------------- | ----- | -------------------- | -------------- | ----------------------------------------- |
| Skäfthammar 1:1                | Gravfält                |              | Skäfthammar, Uppland |       | 60.143209, 18.198795 | 10026800010001 | Ladda upp en bild av detta fornminne      |
| Skäfthammar 2:1                | Stensättning            |              | Skäfthammar, Uppland |       | 60.148374, 18.166937 | 10026800020001 | Ladda upp en bild av detta fornminne      |
| Skäfthammar 2:2                | Stensättning            |              | Skäfthammar, Uppland |       | 60.148508, 18.166898 | 10026800020002 | Ladda upp en bild av detta fornminne      |
| Skäfthammar 2:3                | Stensättning            |              | Skäfthammar, Uppland |       | 60.148635, 18.166811 | 10026800020003 | Ladda upp en bild av detta fornminne      |
| Skäfthammar 4:1                | Gravfält                |              | Skäfthammar, Uppland |       | 60.147615, 18.188945 | 10026800040001 | Ladda upp en bild av detta fornminne      |
| Skäfthammar 4:2                | Gravfält                |              | Skäfthammar, Uppland |       | 60.147009, 18.187708 | 10026800040002 | Ladda upp en bild av detta fornminne      |
| Skäfthammar 6:1                | Gravfält                |              | Skäfthammar, Uppland |       | 60.137460, 18.189312 | 10026800060001 | Ladda upp en bild av detta fornminne      |
| Skäfthammar 6:2                | Gravfält                |              | Skäfthammar, Uppland |       | 60.136724, 18.190332 | 10026800060002 | Ladda upp en bild av detta fornminne      |
| Skäfthammar 6:3                | Gravfält                |              | Skäfthammar, Uppland |       | 60.137948, 18.189318 | 10026800060003 | Ladda upp en bild av detta fornminne      |
| Skäfthammar 8:1                | Gravfält                |              | Skäfthammar, Uppland |       | 60.156298, 18.181823 | 10026800080001 | Ladda upp en bild av detta fornminne      |
| Skäfthammar 8:2                | Stensättning            |              | Skäfthammar, Uppland |       | 60.156515, 18.182795 | 10026800080002 | Ladda upp en bild av detta fornminne      |
| Skäfthammar 8:3                | Stensättning            |              | Skäfthammar, Uppland |       | 60.156682, 18.183326 | 10026800080003 | Ladda upp en bild av detta fornminne      |
| Skäfthammar 8:4                | Stensättning            |              | Skäfthammar, Uppland |       | 60.156601, 18.183385 | 10026800080004 | Ladda upp en bild av detta fornminne      |
| Skäfthammar 8:5                | Gravfält                |              | Skäfthammar, Uppland |       | 60.157072, 18.183527 | 10026800080005 | Ladda upp en bild av detta fornminne      |
| Skäfthammar 9:1                | Gravfält                |              | Skäfthammar, Uppland |       | 60.163884, 18.192163 | 10026800090001 | Ladda upp en bild av detta fornminne      |
| Skäfthammar 10:1               | Gravfält                |              | Skäfthammar, Uppland |       | 60.165635, 18.189531 | 10026800100001 | Ladda upp en bild av detta fornminne      |
| Skäfthammar 12:1               | Gravfält                |              | Skäfthammar, Uppland |       | 60.167577, 18.194213 | 10026800120001 | Ladda upp en bild av detta fornminne      |
| Skäfthammar 13:1               | Stensättning            |              | Skäfthammar, Uppland |       | 60.169388, 18.191736 | 10026800130001 | Ladda upp en bild av detta fornminne      |
| U 1132 (Skäfthammar 17:1)      | Runristning             |              | Skäfthammar, Uppland |       | 60.181899, 18.169408 | 10026800170001 | Ladda upp en till bild av detta fornminne |
| Skäfthammar 19:1               | Gravfält                |              | Skäfthammar, Uppland |       | 60.179556, 18.184369 | 10026800190001 | Ladda upp en bild av detta fornminne      |
| Skäfthammar 20:1               | Gravfält                |              | Skäfthammar, Uppland |       | 60.172141, 18.190924 | 10026800200001 | Ladda upp en bild av detta fornminne      |
| Skäfthammar 24:1               | Hög                     |              | Skäfthammar, Uppland |       | 60.182201, 18.185723 | 10026800240001 | Ladda upp en bild av detta fornminne      |
| Skäfthammar 24:3               | Stensättning            |              | Skäfthammar, Uppland |       | 60.182625, 18.185768 | 10026800240003 | Ladda upp en bild av detta fornminne      |
| Skäfthammar 24:4               | Stensättning            |              | Skäfthammar, Uppland |       | 60.182772, 18.185981 | 10026800240004 | Ladda upp en bild av detta fornminne      |
| Skäfthammar 26:1               | Stensättning            |              | Skäfthammar, Uppland |       | 60.134552, 18.186723 | 10026800260001 | Ladda upp en bild av detta fornminne      |
| Skäfthammar 26:2               | Stensättning            |              | Skäfthammar, Uppland |       | 60.134456, 18.186572 | 10026800260002 | Ladda upp en bild av detta fornminne      |
| Skäfthammar 26:3               | Stensättning            |              | Skäfthammar, Uppland |       | 60.134467, 18.186840 | 10026800260003 | Ladda upp en bild av detta fornminne      |
| Skäfthammar 26:4               | Stensättning            |              | Skäfthammar, Uppland |       | 60.134393, 18.186767 | 10026800260004 | Ladda upp en bild av detta fornminne      |
| Skäfthammar 27:1               | Stensättning            |              | Skäfthammar, Uppland |       | 60.171711, 18.172896 | 10026800270001 | Ladda upp en bild av detta fornminne      |
| Tulloxen (Skäfthammar 28:1)    | Kvarn                   |              | Skäfthammar, Uppland |       | 60.179424, 18.103121 | 10026800280001 | Ladda upp en bild av detta fornminne      |
| Skäfthammar 32:1               | Stensättning            |              | Skäfthammar, Uppland |       | 60.136769, 18.188000 | 10026800320001 | Ladda upp en bild av detta fornminne      |
| Skäfthammar 32:2               | Stensättning            |              | Skäfthammar, Uppland |       | 60.136662, 18.187916 | 10026800320002 | Ladda upp en bild av detta fornminne      |
| Skäfthammar 36:1               | Grav- och boplatsområde |              | Skäfthammar, Uppland |       | 60.136328, 18.162774 | 10026800360001 | Ladda upp en bild av detta fornminne      |
| Fågelsången (Skäfthammar 44:1) | Lägenhetsbebyggelse     |              | Skäfthammar, Uppland |       | 60.191255, 18.188726 | 10026800440001 | Ladda upp en bild av detta fornminne      |
| Skäfthammar 50:1               | Röse                    |              | Skäfthammar, Uppland |       | 60.126530, 18.185367 | 10026800500001 | Ladda upp en bild av detta fornminne      |
| Skäfthammar 50:2               | Röse                    |              | Skäfthammar, Uppland |       | 60.126417, 18.185350 | 10026800500002 | Ladda upp en bild av detta fornminne      |
| Skäfthammar 55:1               | Husgrund, historisk tid |              | Skäfthammar, Uppland |       | 60.141945, 18.156722 | 10026800550001 | Ladda upp en bild av detta fornminne      |
| Skäfthammar 58:1               | Gravfält                |              | Skäfthammar, Uppland |       | 60.142397, 18.194547 | 10026800580001 | Ladda upp en bild av detta fornminne      |
| Skäfthammar 58:2               | Stensättning            |              | Skäfthammar, Uppland |       | 60.142843, 18.195780 | 10026800580002 | Ladda upp en bild av detta fornminne      |
| Skäfthammar 60:1               | Gravfält                |              | Skäfthammar, Uppland |       | 60.130802, 18.184595 | 10026800600001 | Ladda upp en bild av detta fornminne      |
| Skäfthammar 62:1               | Gravfält                |              | Skäfthammar, Uppland |       | 60.133352, 18.167228 | 10026800620001 | Ladda upp en bild av detta fornminne      |
| Skäfthammar 63:1               | Gravfält                |              | Skäfthammar, Uppland |       | 60.128882, 18.180118 | 10026800630001 | Ladda upp en bild av detta fornminne      |
| Skäfthammar 65:1               | Kvarn                   |              | Skäfthammar, Uppland |       | 60.185141, 18.053360 | 10026800650001 | Ladda upp en bild av detta fornminne      |
| Skäfthammar 67:1               | Lägenhetsbebyggelse     |              | Skäfthammar, Uppland |       | 60.179023, 18.163566 | 10026800670001 | Ladda upp en bild av detta fornminne      |
| Skäfthammar 67:2               | Lägenhetsbebyggelse     |              | Skäfthammar, Uppland |       | 60.178176, 18.163578 | 10026800670002 | Ladda upp en bild av detta fornminne      |
| Skäfthammar 67:3               | Lägenhetsbebyggelse     |              | Skäfthammar, Uppland |       | 60.177665, 18.165151 | 10026800670003 | Ladda upp en bild av detta fornminne      |
| Skäfthammar 68:1               | Lägenhetsbebyggelse     |              | Skäfthammar, Uppland |       | 60.176982, 18.162282 | 10026800680001 | Ladda upp en bild av detta fornminne      |
| Skäfthammar 68:2               | Lägenhetsbebyggelse     |              | Skäfthammar, Uppland |       | 60.176668, 18.164007 | 10026800680002 | Ladda upp en bild av detta fornminne      |
| Skäfthammar 69:1               | Husgrund, historisk tid |              | Skäfthammar, Uppland |       | 60.178483, 18.167452 | 10026800690001 | Ladda upp en bild av detta fornminne      |